# Narodowy Instytut Onkologiczny
Narodowy Instytut Onkologiczny (węg. Országos Onkológiai Intézet) – węgierski państwowy instytut medyczny zlokalizowany w Budapeszcie (Ráth György utca 7-9). Od chwili założenia największa węgierska placówka do walki z nowotworami.
Obiekt powstał w 1952. W 2015 posiadał 29 oddziałów, z których dziewięć miało charakter diagnostyczno-badawczy. Zatrudniał wówczas 922 osoby, dysponując 344 łóżkami. Rocznie hospitalizuje się tu około 40.000 osób. Szpital prowadzi Narodowy Rejestr Onkologiczny. Współpracuje ze Światową Organizacją Zdrowia i z Union for International Cancer Control.